# واشان (شاخن)
واشان (بالفارسية: واشان) هي مستوطنة تقع في إيران في قسم شاخن الريفي. يقدر عدد سكانها بـ 622 نسمة .